# Pozo de zorro
 Pozo de zorro  es una película de Argentina filmada en colores dirigida por Miguel Mirra sobre su propio guion que se estrenó el 17 de junio de 1999 y que tuvo como actores principales a Víctor Laplace, Edgardo Fons, Daniel Rivera y Mariano Argento. Se rodó y proyectó en video.

## Sinopsis
Un reducido grupo de soldados queda aislado durante la Guerra de las Malvinas en una zanja rodeados de enemigos.

## Reparto
- Víctor Laplace
- Edgardo Fons
- Daniel Rivera
- Mariano Argento
- Mosquito Sancinetto …El laucha
- Pablo Marti Krenz
- Daniel Valenzuela
- Pablo Oubiña

## Comentarios
Jorge García en El Amante del Cine  escribió:

«Versión patriótica de la Guerra de Malvinas, sin referencia a la dictadura y a la sociedad que le dieron origen.»

Adolfo C. Martínez en  La Nación opinó:

«Con sinceridad aunque sobre la base de un guion monótono y reiterativo, el realizador trató de brindar un homenaje a los soldados argentinos que combatieron en Malvinas. El resultado es poco alentador, pese a las rescatables actuaciones.»

Manrupe y Portela escriben sobre el filme:

«Una visión claustrofóbica de la guerra.»